# Daichi
Cette page contient des caractères spéciaux ou non latins. S’ils s’affichent mal (▯, ?, etc.), consultez la page d’aide Unicode.
Daichi' (だいち)  est un nom personnel (prénom) japonais masculin et un nom de famille. Il s’écrit couramment 大地, mais d’autres graphies sont possibles.

## Enkanji
Ce prénom s’écrit entre autres sous les formes suivantes :
- 大地 : grand, sol/terre ;
- 大知 : grand, savoir/intelligence ;
- 大智 : grand, sage/intelligent ;
- 大値 : grand, valeur.

## Personnes célèbres

### Prénom
- Daichi Sawano (澤野大地) athlète japonais, spécialiste du saut à la perche.
- Daichi Suzuki (鈴木大地) est un nageur japonais.
- Daichi Miura (三浦大知) est un chanteur japonais.

### Nom de famille
- Mao Daichi (大地真央) une actrice-chanteuse de la revue Takarazuka.

## Dans les œuvres de fictions
- Daichi Hayami (速水 大地) est un personnage de Machine Robo Rescue.
- Daichi Misawa (三沢大地) est un élève dans la version japonaise de la série Yu-Gi-Oh! GX.
- Daichi Sumeragi (皇 大地) est un personnage de Beyblade.
- Daichi Sawamura ( 澤村 大地 ) est un personnage de Haikyū!!

### Lineen externe
- http://www.saiga-jp.com/kanji_dictionary.html